# Liste des vidéos virales musicales
 (septembre 2020).
Le contenu est difficilement compréhensible vu les erreurs de traduction, qui sont peut-être dues à l'utilisation d'un logiciel de traduction automatique.
 (17 juillet 2023).
Cet article présente une liste des vidéos virales, principalement des chansons, qui ont gagné un succès sur Internet et sur YouTube, qui l'est souvent devenu de façon très rapide (on parle de phénomène viral) par diffusion via un équivalent télématique du bouche à oreille.
Cette liste est partielle du fait qu'il y a énormément de chansons ou de vidéos musicales, seuls les vidéos musicales les plus importantes sont représentées ici.

## Chansons populaires
- Ai, Se eu te Pego, une chanson du chanteur brésilien Michel Telo devenue populaire[1],[2], cette chanson a atteint la 81e place sur Billboard Hot 100 et a atteint 850 millions de vues[3],[4].
- Axel F, chanson de Crazy Frog a connu un très fort succès a travers l'Europe[5], elle a, au mois d'août 2020, plus de 2 milliards de vues sur YouTube[6]
- Bad and Boujee, une chanson du groupe rap Migos featuring Lil Uzi Vert, est devenue un mème internet grâce à ses paroles Raindrop, droptop[7], elle a actuellement 820 millions de vues sur YouTube[8] Takeoff's response to being left off the track spawned other mèmes due to interviewers not being able to hear him[9],[10].
- Baby Shark, une chanson enfantine, la version Pinkfong venant de Corée du Sud sorti en 2016 a connu un gigantesque succès surtout grâce à la préscence des paroles[11],[12], en juillet 2023 elle cumule plus de 13 milliards de vues sur YouTube, ce qui en fait la vidéo la plus visionnée[13].
- Bad Blood, une chanson de Taylor Swift avec Kendrick Lamar[14], elle a cumulé près de 20 millions de vues dans les premières 24 heures détrônant Anoconda qui avait été détenue par Nicki Minaj[15], Bad Blood se fera toutefois détrônée par Hello d'Adele[16], elle cumule plus de 1,3 milliard de vues[17].
- Despacito, est une chanson de Luis Fonsi et de Daddy Yankee, elle est devenue la deuxième vidéo la plus visionnée de YouTube avec plus de 8,2 milliards de vues depuis sa mise en ligne le 12 janvier 2017[réf. nécessaire]
- Gangnam Style de PSY : chanson qui atteint en cinq mois un milliard de vues sur YouTube grâce à son clip décalé[18]. En décembre 2017, la vidéo a été visionnée plus de 3 milliards de fois sur YouTube[19],[20].
- God's Plan une chanson du rappeur canadien Drake[21],[22], elle cumule actuellement 1,1 milliard de vues[23],[24].
- Gucci Gang, une chanson virale du jeune rappeur Lil Pump, notamment grâce à la répétition du titre de la chanson[25],[26],[27]
- Havana une chanson de la chanteuse Camila Cabello avec Young Thug, le nom a été attribué au titre en référence au nom de la ville où est née Camila Cabello[28], le président américain Donald Trump et des jouets ont également  parodié ce tube[29],[30],[31],[32], la version originale comptabilise plus de 1 milliard de vues[33] alors que l'audio comptabilise plus de 1,6 milliard de vues[34].
- Hello une chanson de la chanteuse anglaise Adele, ce single parle principalement d'Adele chantant la chanson dans une conversation téléphonique[35],[36], elle est devenue la vidéo YouTube ayant atteint le milliard de vues le plus rapidement[37], elle comptabilise plus de 3 milliards de vues[38].
- Hot Nigga, une chanson du rappeur américain Bobby Shmurda, est devenue virale[réf. nécessaire].
- Hotline Bling : morceau du rappeur canadien Drake dont le clip a rapidement gagné en popularité avec de nombreuses parodies publiées sur Internet en 2015 à cause de sa danse[39],[40]. En août 2020, elle a cumulé plus de 1,6 milliard de vues[41].
- Je m'appelle Funny Bear : un ours vert en slip connu pour sa chanson, il est devenu l'artiste allemand ayant dépassé le milliard de vues le plus rapidement après Zedd[42], la version originale comptabilise plus de 2 milliards de vues[43].
- Lahore : une chanson de la compagnie indienne T-Series[44].
- Look What You Made Me Do : une chanson de Taylor Swift devenue la plus vue dans les premières 24 heures avec 43,2 millions de vues[45],[46], elle cumule plus d'1,4 milliard de vues[47].
- Never Gonna Give You Up, une chanson de Rick Astley qui connaît un grand succès à sa sortie en 1987, puis tombe dans un relatif oubli (toutefois adaptée en France par les 2Be3, et reprise par quelques autres groupes européens dans les années 1990), avant de connaître un nouveau succès improbable près de 20 ans plus tard en étant massivement partagée sous la forme d'un canular : le Rickroll[48].
- See You Again une chanson des chanteurs américains Charlie Puth et Wiz Khalifa sortie en 2015 et extrait de la bande d'annonce de Fast and Furious 7, cette chanson est détenue en hommage à l'acteur américain Paul Walker décédé en 2013, Courant 2017 elle détrône Gangnam Style et devient la vidéo la plus visionnée de YouTube, avant d'être détrônée par Despacito, en octobre 2019 elle cumule plus de 4,6 milliards de vues[49],[50],[51].
- Single Ladies (Put a Ring on It) : une chanson de Beyoncé sortie en octobre 2008[réf. nécessaire].
- The Fox (What Does the Fox Say?) : une chanson du groupe norvégien Ylvis sortie en 2013, elle est devenue populaire grâce à ses phrases incompréhensibles « gering-ding-ding-ding-dingeringeding! » et « fraka-kaka-kaka-kaka-kow! »[52], en mars 2019, elle cumule 830 millions de vues[53].
- This Is America, une chanson du rappeur Childish Gambino, cette chanson a parodié plusieurs références, également la Fusillade de l'église de Charleston en 2015, ou encore des violences policières et du racisme[54],[55]. Elle cumule en août 2020 près de 700 millions de vues[56].
- Turn Down for What : une chanson du producteur français DJ DJ Snake et du rappeur américain Lil Jon est alors devenue un mème[57], elle cumule plus de 975 millions de vues[58].
- You Spin Me Round une chanson du groupe Dead or Alive (groupe), très utilisisé sur internet pour illustrer tout ce qui tourne sur elle-même[réf. nécessaire].
- Watch Me, une chanson virale de Silento qui connaît son plus grand succès, elle a atteint la 3e place sur Billboard Hot 100[59] et comptabilise plus de 1,6 milliard de vues[60],[61].

## Autres chansons
- Badger Badger Badger, une vidéo virale de MrWeebl[62],[63]
- Bed Intruder Song, une chanson des Gregory Brothers avec Antoine Dodson[64],[65].
- Big Enough, clip des musiciens australiens Kirin J. Callinan, Alex Cameron, de la siffleuse australienne Molly Lewis et du chanteur australo-écossais, Jimmy Barnes. Le clip est devenu populaire à cause d'une silhouette dans le ciel représentant Jimmy Barnes hurlant à travers les forêts[66],[67],[68],[69].
- Chinese Food, une chanson de Alison Gold[70].
- Chocolate Rain, une chanson écrite par Tay Zonday mise en ligne le 22 avril 2007 est devenue un mème internet[71],[72], elle comptabilise 128 millions de vues en août 2020[73].
- Crab Rave (en) : une chanson du DJ irlandais Noisestorm[74].
- Dat Stick : une chanson de Rich Chigga un chanteur indonésien, sa chanson est devenue virale[75],[76].
- Don't Stop That Dun Dun : une chanson de The Finatticz est devenue populaire grâce au twerk[77]
- Dynamite, une chanson du boys-band coréen BTS qui a connu un fort succès, en comptabilisant plus de 101,1 millions de vues dans les premières 24 heures[78],[79], il dépasse ainsi son homologue féminin Blackpink de son tube How You Like That qui comptabilisait plus de 80 millions de vues, leur single est devenue un phénomène internet grâce au #DynamiteChallenge, et a atteint la première place sur Billboard Hot 100[80]
- Firework : une chanson de la chanteuse américaine Katy Perry, est devenue virale[75],[76].
- Formidable : de Stromae, où il se montre ivre à la place Louise à Bruxelles. Les images ont été tournées en caméra cachée pour filmer les vraies réactions des passants et même les policiers sont tombés dans le panneau, ce qui suscite le buzz. Dans la foulée, après une prestation remarquée dans Ce soir (ou jamais !), le clip officiel est publié[81],[82].
- Friday : une chanson de la jeune Américaine de treize ans Rebecca Black est devenue un phénomène internet qui a subsisté d’innombrables moqueries, elle a été regardée 200 millions de fois[83],[84].
- Jerusalema une chanson du producteur sud-africain Master KG et de la chanteuse Nomcebo, chantée en zoulou et dédiée à la ville de Jérusalem en Proche-Orient, Sortie dans une certaine discrétion, la chanson devient connue grâce à son utilisation dans un clip du groupe angolais Fenomenos Do Semba[85]. Cette reprise humoristique popularise la musique en Angola, puis au Portugal[86],[87], notamment grâce à la plate-forme de partage TikTok[88]. En parallèle, de nombreux défis de danse sont lancés sur cette musique, avec le hashtag #JerusalemaDanceChallenge. À la faveur du confinement international consécutif à la pandémie de Covid-19, ces challenges sont considérés comme des moyens de conserver le lien social par la danse, la musique et la vidéo. Fin août 2020, le clip originel dépasse les cent millions de vues sur Youtube[85],[89]. Les défis de danse sont repris sur tous les continents, notamment en Europe, en Chine, au Moyen-Orient et bien sûr en Afrique[90].
- La Romana : une chanson de Bad Bunny et El Alfa sortie en 2018 est devenue un phénomène Internet après qu'un enfant de sept ans ait trouvé la mort brûlé en tentant de reproduire le single, trois autres enfants ont tenté de reproduire La Romana montrant El Alfa en train de danser[91].
- Mine : une chanson du jeune chanteur américain Bazzi alors âgé de 20 ans est devenu une vidéo virale grâce à sa parole « You so fuckin' precious when you smile »[92],[93],[94], elle a atteint la 11e place sur Billboard Hot 100 et a atteint plus de 130 millions de vues[95],[96]
- Old Town Road : une chanson de Lil Nas X a reçu une forte popularité en 2019 et est devenu un challenge sur l'application TikTok a travers le Yeehaw Challenge[97],[98], sa popularité l'a fait envoler à la première place du Billboard Hot 100 et est restée 19 semaines en première place elle a aussi connu des succès dans d'autres pays[99],[100], la version visualizer a obtenu plus de 76 millions de vues[101], une remix sort avec Billy Ray Cyrus et fait grimper l'audio a 285 millions de vues[102],[103], elle a reçu 143 millions de streams ce qui en fait la vidéo américaine ayant eu le plus de streams une semaine surpassant In My Feelings de Drake[104], la vidéo montrant Lil Nas X en 1889 aller dans un trou, tomber et se retrouver en 2019, il y'a eu également plusieurs cameos[105], la version audio comptabilise plus de 425 millions de vues[106].
- Savage, une chanson de Megan Thee Stallion sortie en 2019, cette chanson est devenue un mème internet grâce au #SavageChallenge, elle a atteint la 4e place sur Billboard Hot 100[107].
- Shia LaBoeuf Live : une chanson de Rob Cantor qui montre l'acteur Shia LaBoeuf qui est un cannibale en tuant beaucoup de personnes pour le sport, en raison du ridicule de cette chanson, elle est devenue virale[108].
- Shut Up Chicken (en) ou Chicken Dance 2020, est une chanson de El Capon sortie en 2020, très rapide cette chanson est devenue un challenge et mème sur Internet[109].
- Thank u, next :  une chanson de la chanteuse américaine Ariana Grande, sa chanson a atteint la première place du Billboard Hot 100[110], elle a atteint 55,4 millions de vues dans les premières 24 heures[111], le clip montre plusieurs célébrités comme Colleen Ballinger, Jonathan Bennett, Stefanie Drummond, Scott Nicholson, Troye Sivan et Gabi DeMartino[112],[113], elle référence aussi les films comme Mean Girls, Bring It On, 13 Going on 30 et Legally Blonde[113], en octobre 2019, elle comptabilise 425 millions de vues[114].
- Toy :  une chanson de la chanteuse israélienne Netta Barzilai permettant de représenter l'Israël pour le Concours Eurovision de la chanson 2018 qu'elle a remporté par la suite, cette chanson est devenue virale[réf. nécessaire].
- Vida Loca ou La Vida Loca : une chanson du groupe The Black Eyed Peas avec Nicky Jam et Tyga sortie en 2020, le défi consiste à poser une bouteille ou des billets sur son épaule tout en marchant avant d'asperger, elle est aussi connue pour sa dance, cette chanson est devenue un challenge Internet[115].
- Watermelon Sugar : une chanson de Harry Styles qui a connu un fort succès et a atteint la première place du Hot 100 établi par le classement Billboard[116],[117].
- What What (In The Butt) :  une chanson virale qui référence le sexe et l'homosexualité interprétée par Samwell, la vidéo a été mise en ligne le jour de la Saint-Valentin 2007[118], elle a même été parodié dans l'épisode Canada On Strike de South Park par Butters Stotch, l'épisode à aussi montré d'autres personnalités.

## Interprétations
- A Thousand Years : Une chanson de Christina Perri fut reprise par des enfants souffrant de Trisomie 21[119],[120], la vidéo a ensuite été mise en ligne[121] et comptabilise 7,4 millions de vues[122].
- Canon Rock est un arrangement du Canon de Pachelbel par le guitariste taïwanais JerryC et a été parodié par plusieurs personnes[123],[124].
- Howard the alien, montre un alien argenté filmé dans une scène verte dansant, à l'origine une chanson du rappeur Lil Uzi Vert, ce type de single a été mise en ligne sur YouTube par 3D Animation Land en décembre 2017[125],[126].
- I Dreamed a Dream : une chanson d'abord des Misérables tirée du roman de Victor Hugo puis parodié par Susan Boyle une chanteuse écossaise dans l'émission britannique Britain's Got Talent en 2009, surprenant le jury, le public et le monde, sa musique a reçu d'énormes critiques positives et furent reprises dans plusieurs sites comme YouTube, son tube a été regardé par des millions de personnes[127],[128].
- The Muppets: Bohemian Rhapsody est une parodie des Muppets de leur single Bohemian Rhapsody en 2009, du groupe Queen, elle comptabilise 92 millions de vues et a gagné le titre de Vidéo virale aux Webby Awards en 2014[129].
- Numa Numa est une phénomène internet de l'américain Gary Brolsma basé de Dragostea din tei une chanson du groupe moldave O-Zone, elle fut publiée par Gary Brolsma le 24 décembre 2004 sur le site Newgrounds[130].
- Pop Culture une chanson du DJ français Madeon[131],[132].
- Redbone, fut d'abord une chanson de l'américain Childish Gambino (alias Donald Glover, elle fut reprise par une petite fille de six ans accompagné de son père essayant de vendre des Girl Scout cookies, leur geste a fait de cette chanson un phénomène internet, l'artiste Donald Glover et la fille du célèbre « mème » ont été invités au Late Show with Stephen Colbert[133].

## Challenge Internet
- Crank That une chanson de Soulja Boy qui est devenu un phénomène internet, elle a atteint la première place sur Billboard Hot 100[134] et comptabilise 450 millions de vues.
- Dame tu Cosita une chanson du DJ panaméen El Chombo accompagné du danseur jamaïcain Cutty Ranks, la vidéo montre un alien en train de danser, cette vidéo est devenue virale, plusieurs personnes ont tenté de reproduire ce geste de danse[135],[136], elle comptabilise 2,6 milliards de vues ce qui en fait la 27e vidéo la plus de YouTube[137].
- Banana Dance : une chanson plus connue sous le nom de Peanut Butter Jelly Time du groupe Bickweat Boyz[138],[139], cette chanson est devenue virale grâce à plusieurs parodies comme dans Le Monde incroyable de Gumball ou encore les Griffin.
- Ghetto Kids une dance ougandaise de Sitya Loss, chanson virale du chanteur ougandais Eddy Kenzo accompagné de quatre enfants ougandais  danser des mouvements improvisés de manière compétitive sur sa chanson, cette chanson a été produite par Big Talent Entertainment et JahLive Films, et dirigée par Mugerwa Frank[140].
- Hampster Dance : une vidéo virale montrant des hamsters dansant en lien vers d'autres pages animées. Il a engendré un groupe fictif avec sa propre sortie de cet album[141].
- Harlem shake : Une vidéo basée sur ce type de dance, créée à l'origine par Filthy Frank et utilisant un système éléctronique Baauer. Dans de telles vidéos, une personne danse ou agit bizarrement dans une pièce pleine d'autres vaquant aux affaires courantes, jusqu'à ce qu'après le drop et une vidéo coupée, tout le monde commence à danser ou à agir étrangement. Les tentatives de recréer la danse ont conduit à une propagation virale sur YouTube[142],[143].
- Hit the Quan : une vidéo virale réalisé par iLoveMemphis qui est devenu un challenge, plusieurs personnes ont dancer sur cette vidéo[60],[144]. The song peaked at number 15 on the Billboard Hot 100[145], la vidéo comptabilise 57 millions de vues sur YouTube[146]
- Indian Thriller : une vidéo basée sur le film indien Donga[147]
- In My Feelings : une chanson de Drake de son album Scorpion, est devenue virale grâce au In My Feelings Chaallenge, la chanson a montré plusieurs personnalités, comme Odell Beckham Jr., Will Smith, Kelly Ripa et Ryan Seacrest (du show américain Live with Kelly and Ryan) et bien d'autres[148],[149],[150],[151],[152], sa popularité l'a fait grimper à la première place du Billboard[153], la fin de In my feelings montre le rappeur prenant peur en se réveillant après d'avoir vu un homme enlevant son pull synonyme qu'il s'apprête à se battre dans son rêve porte une référence à Je m'appelle Funny Bear dans les deux cas suivants les artistes se réveillaient de leur rêve.[réf. nécessaire]
- JK Wedding Entrance Dance : un film viral de Jill Peterson et Kevin Heinz faisant un chorégraphie de Forever du rappeur Chris Brown, sa popularité lui a fait gagner près de 1,75 million de vues dans les cinq premiers jours de sa mise en ligne[154]. Elle fut ensuite imitée dans l'épisode Niagara de la série américaine The Office on NBC[155].
- Juju on That Beat : une chanson du groupe Zay Hilfigerrr & Zayion McCall, plusieurs personnes ont tenté de reproduire plusieurs dances du single grâce au #TZAnthem Challenge[156]. La chanson a atteint la 5e place du Billboard[157].
- Little Superstar, une vidéo virale de King Kong, devenue un phénomène internet[158],[159].
- Rolex : une chanson du duo Ayo & Teo, accompagné du #RolexChallenge, d'ailleurs plusieurs personnes ont tenté de reproduire cette dance[160],[161], elle a atteint la 20e place du Billboard[162] et comptabilise plus de 800 millions de vues[163].
- Scooby Doo Papa : une vidéo virale créée par le DJ nex-yorkais DJ Kass, plusieurs personnes ont tenté de reproduire cette dance dans les réseaux sociaux[164],[165]. la chanson a atteint la 9e place sur Billboard Latin[166].
- Stoopid : une chanson du rappeur américain 6ix9ine, elle est devenue un phénomène internet grâce au Stoopid Challenge, ainsi que sur l'application TikTok[réf. nécessaire].
- Le Techno Viking : un homme à l'allure de viking, blond, de grande taille et à la musculature saillante, déambulant torse nu lors d'un festival de musique techno en exécutant une chorégraphie très assurée, dans une attitude sérieuse et intimidante ; une capture d'écran le montrant le bras à demi tendu et pointant son index vers le ciel (posture conquérante, proche de celle qu'adopte à plusieurs reprises le personnage Raoh dans la série animée Hokuto no Ken) a été abondamment parodiée[réf. nécessaire].
- Thriller : une chanson de Michael Jackson elle fut d'ailleurs reprise par un collectif de détenus CPDRC Dancing Inmates dans la prison du Centre de détention et de réhabilitation de la province de Cebu aux Philippines[167], en janvier 2010, elle est devenue l'une des dix vidéos les plus populaires de YouTube[168]

## Autres phénomènes
- Epic Sax Guy : SunStroke Project, le solo du saxophoniste Sergey Stepanov durant l'Eurovision de la chanson 2010, est devenu un mème Internet. Il est de retour durant l'Eurovision 2017 sous le nom de « Ultra Sax Guy »[169],[170].
- Pink Season : un album de Filthy Frank surnommé Pink Guy, l'album contient plusieurs singles  avec un langage vulgaire ou comédique, cet album est devenu viral et s'est classé dans la tête des classements de iTunes[171].
- Rickroll : Rick Astley est un devenu un mème à cause du clip vidéo de sa chanson Never Gonna Give You Up, succès à sa sortie en 1987, puis tombée dans un relatif oubli (toutefois adaptée en France par les 2Be3, et reprise par quelques autres groupes européens dans les années 1990), avant de connaître un nouveau succès improbable près de 20 ans plus tard en étant massivement partagée sous forme de canular[48].
- Sandstorm : une chanson du dj finlandais Darude, elle est devenue populaire dans le milieu sportif, Sandstorm a aussi fait l'objet d'un mème sur Internet, qui consiste à répondre « Darude – Sandstorm » lorsque quelqu'un demande le nom d'une chanson présente dans une vidéo. Le titre est d'abord popularisé sur le site de streaming Twitch avant de se faire connaître sur l'ensemble d'Internet. Le site de partage YouTube le décline sous la forme d'un poisson d'avril le 1er avril 2015. Il a souvent été repris et remixé, en particulier depuis sa popularisation sur Internet, le clip de Sandstorm, tourné à Helsinki les 19 et 20 mai 2000, montre trois personnes qui courent à travers la ville au rythme de la composition.
- You Reposted In The Wrong Neighborhood : une vidéo virale de Shokk Bloo, reprenant une chanson de Shake That d'Eminem et de Nate Dogg, cette vidéo est devenu un même internet lors d'un mashup avec la Musique Casin de glu70, ce Mashup était curieusement bien apprécié par les utilisateurs malgré leur différence de style et de genre[172].

## Autres
- All Star, une chanson pop rock de Smash Mouth, chanson d'ailleurs présente dans Shrek pour promouvoir la série en particulier dans la générique d'ouverture, c'est aussi le thème principal de Shrek[réf. nécessaire].
- Édouard Khil : chanteur russe dont une vidéo le montrant chantant en vocalises en chantant Trololo, a fait l'objet d'un immense regain de popularité en 2009 sur Internet[173].
- Mooo!, une chanson de la rappeuse américaine Doja Cat, elle cumule 78 millions de vues sur YouTube et a inspiré plusieurs blagues et mèmes sur les réseaux sociaux[174],[175],[176],[177],[178].
- Nyan Cat : un chat volant gris dont le corps est composé de tartines recouvertes d'un glaçage rosé[179]. Le chat vole dans l'espace et est suivi d'un arc-en-ciel, sur une musique ridicule jouée en boucle[180]. La compagnie Warner Bros. a été attaquée en justice pour avoir exploité la vidéo, qui est une œuvre protégée[181].
- Pokemon Go Song : une chanson de Mishovy Silenosti, cette dernière cumule 80 millions de vues, elle est aussi une des vidéos YouTube les plus détestées[182].
- Redbone : chanson de Childish Gambino qui cumule plus de 400 millions de vues sur YouTube, elle a été parodiée par plusieurs personnes[183].
- Shooting Stars (en) morceau du groupe Bag Raiders sortie en 2009. La chanson est devenue populaire en tant que mème mettant en vedette des personnes ou des animaux tombant sur des fonds surréalistes et dans le cosmos accompagnés de cette musique[184]. La popularité de la chanson a depuis été reconnue par le groupe lui-même[185].
- We Are Number One (en) : chanson venant du show télévisé islandais Bienvenue à Lazy Town dans l'épisode L'équipe rêvée de Robbie (interprétée par Stefán Karl Stefánsson et composée par Máni Svavarsson). Le mème consiste en des modifications du clip original, comme accélérer la vidéo à un moment précis, par exemple. Le fait que le cancer de Stefán fut annoncé peu après et qu'une page de dons a été mise en ligne depuis a beaucoup aidé le phénomène à se faire connaître puisqu'une bonne partie de ces parodies y sont consacrées[186],[187].
- Danser encore, chanson du chanteur HK reprise en 2021 en France et dans plusieurs autres pays lors de flash mobs[réf. nécessaire].